# Ekonomika Mongolska
Ekonomika Mongolska se v současné době velmi rychle rozvíjí. Skladba hrubého domácího produktu (HDP) je ovšem ještě ovlivněna tradičním velkým významem kočovného pastevectví pro značnou část obyvatelstva. Zemědělství včetně pastevectví mělo v roce 2008 podíl 18,8 % na HDP, průmysl však již vytvářel 38,5 % a služby včetně státní administrativy, školství a kultury 42,7 %. HDP v paritě kupní síly (což je nejlepší indikátor pro mezinárodní srovnání) byl v roce 2008 odhadován na 9,5 miliardy dolarů (151. místo na světě, 2008), zhruba 3390 dolarů na jednoho obyvatele. Mongolsko je tedy doposud relativně chudá země, pod hranicí chudoby se nachází kolem 35 % obyvatel (2004). Míra nezaměstnanosti je v mezinárodním srovnání velmi nízká, v roce 2008 se pohybovala kolem 2,8 %. Ekonomika Mongolska byla tradičně založena na zemědělství a chovu hospodářských zvířat. Sovětská pomoc, na svém vrcholu třetina hrubého domácího produktu (HDP), zmizela téměř přes noc v letech 1990–91, v době kolapsu Sovětského svazu. Mongolsko bylo uvrženo do hluboké recese. Reformu brzdila exkomunistická opozice MPRP a politická nestabilita způsobená čtyřmi po sobě jdoucími vládami v rámci DUC. Ekonomický růst se v letech 1997–99 zrychlil poté, co se zastavil v roce 1996 v důsledku řady přírodních katastrof a zvýšení světových cen mědi a kašmíru. Veřejné příjmy a vývoz se v letech 1998 a 1999 zhroutily v důsledku dopadů asijské finanční krize. V srpnu a září 1999 ekonomika utrpěla dočasným ruským zákazem vývozu ropy a ropných produktů. Mongolsko vstoupilo do Světové obchodní organizace (WTO) v roce 1997. Mezinárodní dárcovská komunita přislíbila více než 300 milionů Amerických dolarů ročně na zasedání poradní skupiny, které se konalo v Ulánbátaru v červnu 1999. V poslední době mongolská ekonomika rostla rychlým tempem díky nárůstu těžby a Mongolsko dosáhlo tempa růstu HDP 11,7 % v roce 2013. Protože však většina tohoto růstu vychází z exportu, Mongolsko trpí globálním zpomalením těžby způsobeným sníženým růstem v Číně.
Velmi důležitou složkou hospodářství je těžba nerostných surovin. V Mongolsku se nacházejí významná ložiska hnědého a černého uhlí, wolframu, mědi a zlata. Průmyslové státy se také zajímají o potenciál těžby kovů vzácných zemin v Mongolsku. Země má k dispozici rovněž naleziště ropy.[zdroj?]
Mongolskou měnou je tugrik (MNT). Tato peněžní jednotka se dělí na 100 mungů. Směnný kurs mongolské měny se začátkem března 2009 pohyboval okolo 100 tugriků = 1,30 až 1,50 Kč.

## Historie

### Socialistická éra
Bývalý Sovětský svaz sloužil jako primární trh pro mongolský průmysl. V 80. letech se stal průmyslový sektor Mongolska více důležitým. Do roku 1989 představoval odhadem 34 % hmotných výrobků, ve srovnání s 18 % v zemědělství. Nerosty, zvířata a produkty živočišného původu však stále tvoří velkou část vývozu země. Hlavní dovoz zahrnoval stroje, ropu, oděvy a stavební materiály.
Na konci 80. let začala vláda zlepšovat vztahy s nekomunistickou Asií a Západem a rozvíjel se cestovní ruch v Mongolsku. Od 1. ledna 1991 se Mongolsko a bývalý Sovětský svaz dohodly na dvoustranném obchodu s tvrdou měnou za světové ceny.
Navzdory obtížím se zahraničním obchodem pokračovalo Mongolsko v prosazování reformy. Privatizace malých obchodů a podniků byla z velké části dokončena v 90. letech a většina cen byla uvolněna. Privatizace velkých státních podniků začala. Rovněž byly zahájeny daňové reformy a na konci roku 1991 došlo ke sjednocení směnného kurzu.

### Přechod na tržní ekonomiku
Skladba mongolské ekonomiky (2023)
Rychlé politické změny v letech 1990–1991 znamenaly začátek úsilí Mongolska o rozvoj tržní ekonomiky, ale tato úsilí byla komplikována a narušena rozpadem a pokračujícím zhoršováním ekonomiky bývalého Sovětského svazu. Před rokem 1991 bylo 80 % obchodu Mongolska s bývalým Sovětským svazem a 15 % s ostatními zeměmi Rady pro vzájemnou hospodářskou pomoc (RVHP). Mongolsko bylo na bývalém Sovětském svazu silně závislé, co se paliva, léků a náhradních dílů továrny a elektrárny týče.
Mezi lety 1990 až 1993 trpělo Mongolsko trojcifernou inflací, stoupající nezaměstnaností, nedostatkem základního zboží a přídělovým systémem jídla. Během tohoto období se celkové výstupy ekonomiky snížily o jednu třetinu. S nástupem tržních reforem a soukromého podnikání, začal opět v letech 1994–95 ekonomický růst. Jelikož byl tento ekonomický růst částečně podporován nadměrným přidělováním bankovních úvěrů, především zbývajícím státním podnikům, byl také doprovázen oslabením části bankovního sektoru. Hrubý domácí produkt (HDP) vzrostl v roce 1995 asi o 6 %, zejména díky prudkému růstu cen mědi. Průměrný reálný ekonomický růst se v letech 1996–99 ustálil na přibližně 3,5 % v důsledku asijské finanční krize, ruské finanční krize 1998 a zhoršujících se cen komodit, zejména pak mědi a zlata.
Růst hrubého domácího produktu (HDP) Mongolska poklesl z 3,2 % v roce 1999 na 1,3 % v roce 2000. Pokles lze připsat ztrátě 2,4 milionu hospodářských zvířat vlivem špatného počasí a přírodních katastrof v roce 2000. Možnosti rozvoje mimo tradiční závislost na kočovném zemědělství, založeném na chovu hospodářských zvířat, jsou omezeny vnitrozemskou polohou Mongolska a nedostatkem základní infrastruktury. Od roku 1990 investovalo v Mongolsku více než 1 500 zahraničních společností, ze 61 zemí, celkem 338,3 milionů dolarů. V roce 2003 tvořily soukromé společnosti až 70 % mongolského HDP a 80 % exportu.
Až donedávna zde bylo pouze pár restrikcí týkají se zahraničních investic, během Mongolského post-socialistického období. V důsledku toho se podíl těžebního průmyslu na přímé  zahraniční investice v roce 1999 zvýšil na téměř 25 % z nuly v roce 1990.

### Od krize po současnost
Závislost Mongolska na obchod s Čínou znamenala, že ho Velká recese také silně zasáhla a výrazně potlačila růst jeho ekonomiky. S prudkým poklesem cen kovů, zejména pak mědi (pokles o 65 % od července roku 2008 do února roku 2009), vývoz jejich surovin zeslábl a do roku 2009 znamenal akciový trh MSE Top-20 rekordní minimum od poloviny roku 2007. Jakmile se ekonomika začala zotavovat Mongolsko bylo během zimního období 2009–2010 zasaženo Zudem, což způsobilo uhynutí mnoha hospodářských zvířat, a to výrazně ovlivnilo produkci kašmíru, která představuje dalších 7 % z příjmu vývozu země
Podle odhadů Světové banky a Mezinárodního měnového fondu se růst reálného HDP snížil z 8 % na 2,7 % v roce 2009 a vývoz se snížil o 26 % z 2,5 mld. Amerických dolarů na 1,9 mld. Amerických dolarů, což zajistilo stabilní růst až do roku 2008. Z tohoto důvodu se předpokládalo, že z chudoby se vymaní o 20 000 až 40 000 Mongolů méně (0,7 % a 1,4 %) populace), než by tomu bylo bez finanční krize.
Na konci roku 2009 a na začátku roku 2010 se však trh začal znovu zotavovat. Poučeni z chyb, legislativní reforma a přísnější fiskální politika slibují, že budou zemi vest kupředu a vzhůru.  Zahraniční aktiva V únoru 2010 činila 1 569 449 milionů amerických dolarů. Vznikají také nové dohody a zahraniční investoři sledují "Vlčí ekonomiku”.
Těžba je hlavní průmyslovou činností v Mongolsku. Tvoří 30 % veškerého Mongolského průmyslu. Dalším důležitým průmyslovým odvětvím je zpracování kašmíru. Mongolsko je druhým největším světovým producentem kašmíru, přičemž hlavní společnost Gobi Cashmere představuje od roku 2006 21 % z celkové světové produkce kašmíru.

## Struktura

### Zemědělství

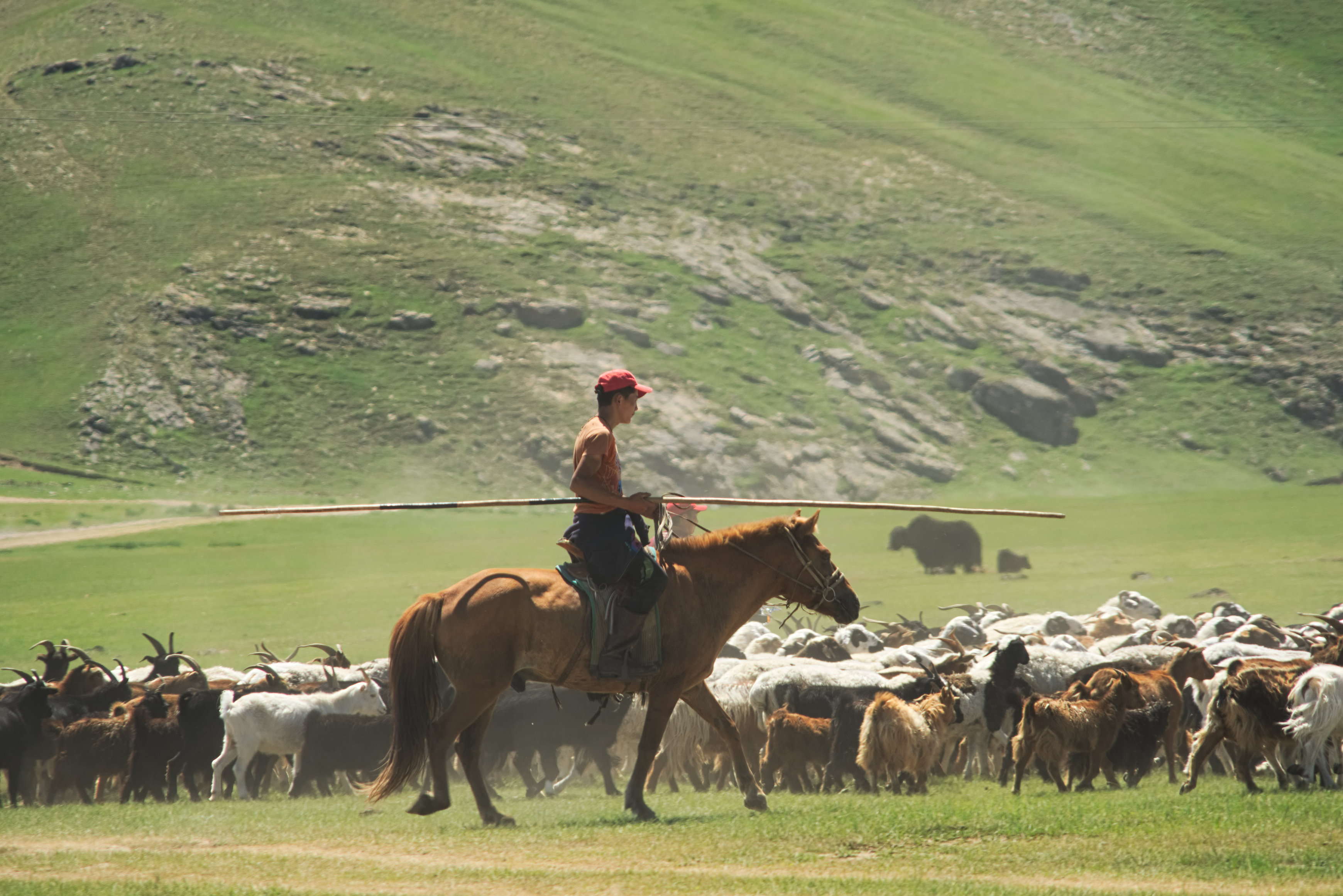
Kočovný pastevec v Orchonském údolí

Zemědělství v Mongolsku zaměstnává 24% populace a je zodpovědné za zhruba 12% hrubého domácího produktu.
Pastevectví bylo v zemi historicky jedním z nejvýznamnějších sektorů, a navzdory rostoucímu průmyslu a služeb i pokračující urbanizaci zažívá rapidní růst. Ten je ale způsoben spíše vyšším množství zvířat než rostoucí produktivitou. V zemi se nachází 70 milionů hospodářských zvířat, přičemž většinu z nich tvoří kozy, ovce, skot, koně a velbloudi. V roce 2018 vyprodukovala země 475 000 tun masa a 940 milionů litrů mléka. Pastviny tvoří až 95 % zemědělsky využívané půdy, 70 % z nich je ale nějakým způsobem degradováno.

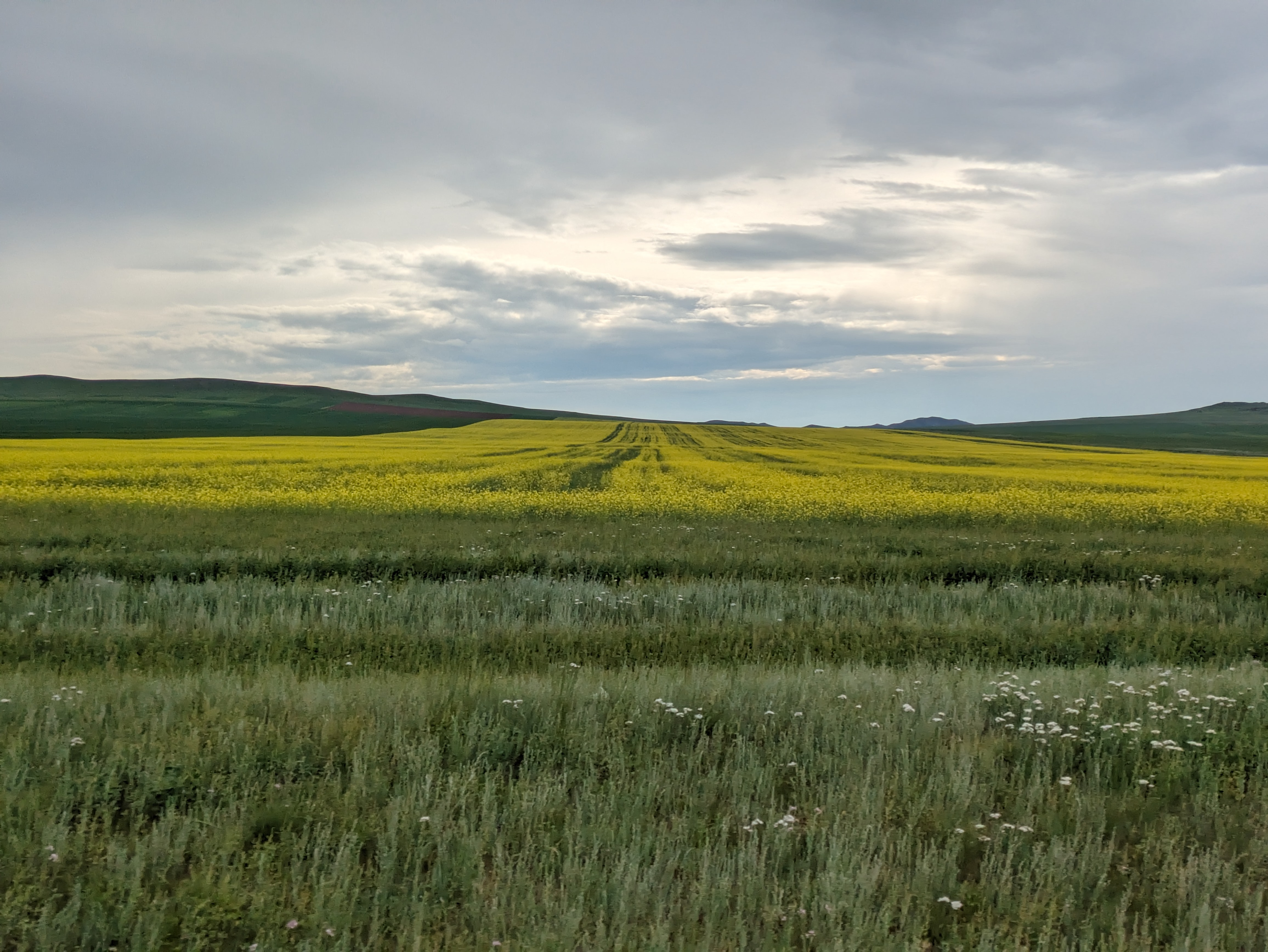
Řepkové pole poblíž Ulánbátaru

Pěstování plodin, zaměřené na obilniny, brambory a zeleninu, zažívá v posledních letech stabilní pokles. Kvůli vegetační době dlouhé jen několik měsíců, vysoké nadmořské výšce, extrémním teplotním výkyvům a nízkým srážkám je jeho potenciál značně omezen.
Od 90. let 20. století narůstá frekvence zudů, velmi chadných zim s teplotami dosahujícími až -50°C, během kterých není dobytek kvůli obrovským návalům sněhu schopen si vyhrabat potravu. V zimě na přelomu let 2009 a 2010 udeřil zemi zud, v jehož důsledku zahynulo téměř 10 milionů kusů dobytku.

### Lesnictví
Lesy pokrývají pouze 7,85 % země. Kvůli extrémním podmínkám rostou velmi pomalu, díky čemuž je jejich produktivita nízká. 90 % z nich je chráněno, ale kvůli nedostatku zdrojů je jejich ochrana nedostatečná. Z hlediska produkce jsou nejdůležitějšími regiony Selengský ajmag a Ulánbátar.
Lesnictví bývalo těžce závislé na importu technologií, chemikálií a nástrojů. V 80. letech 20. století bylo předmětem partnerství se Sovětským svazem, Polskem a Rumunskem. Před rokem 1987 byl průmysl pod kontrolou Ministerstva lesnictví a dřevoprůmyslu, poté ho spravovalo Ministerstvo zemědělství a průmyslu. V 90. letech byly státní společnosti v tomto sektoru privatizovány. K roku 1994 v něm pracovalo méně než 7 tisíc osob; v roce 1991 jich bylo 10 tisíc.

### Těžba
Mongolsko je Mezinárodním měnovým fondem klasifikováno jako rozvojová země bohatá na přírodní zdroje. Má rozsáhlá ložiska uhlí, mědi, fluoritu, zlata, železa, molybdenu, wolframu, uranu a zinku, přičemž všechna jsou podle mongolské ústavy chráněna státem. V roce 2019 šlo o třetího největšího producenta fluoritu na světě, zodpovědného za 10% celosvětové výroby.

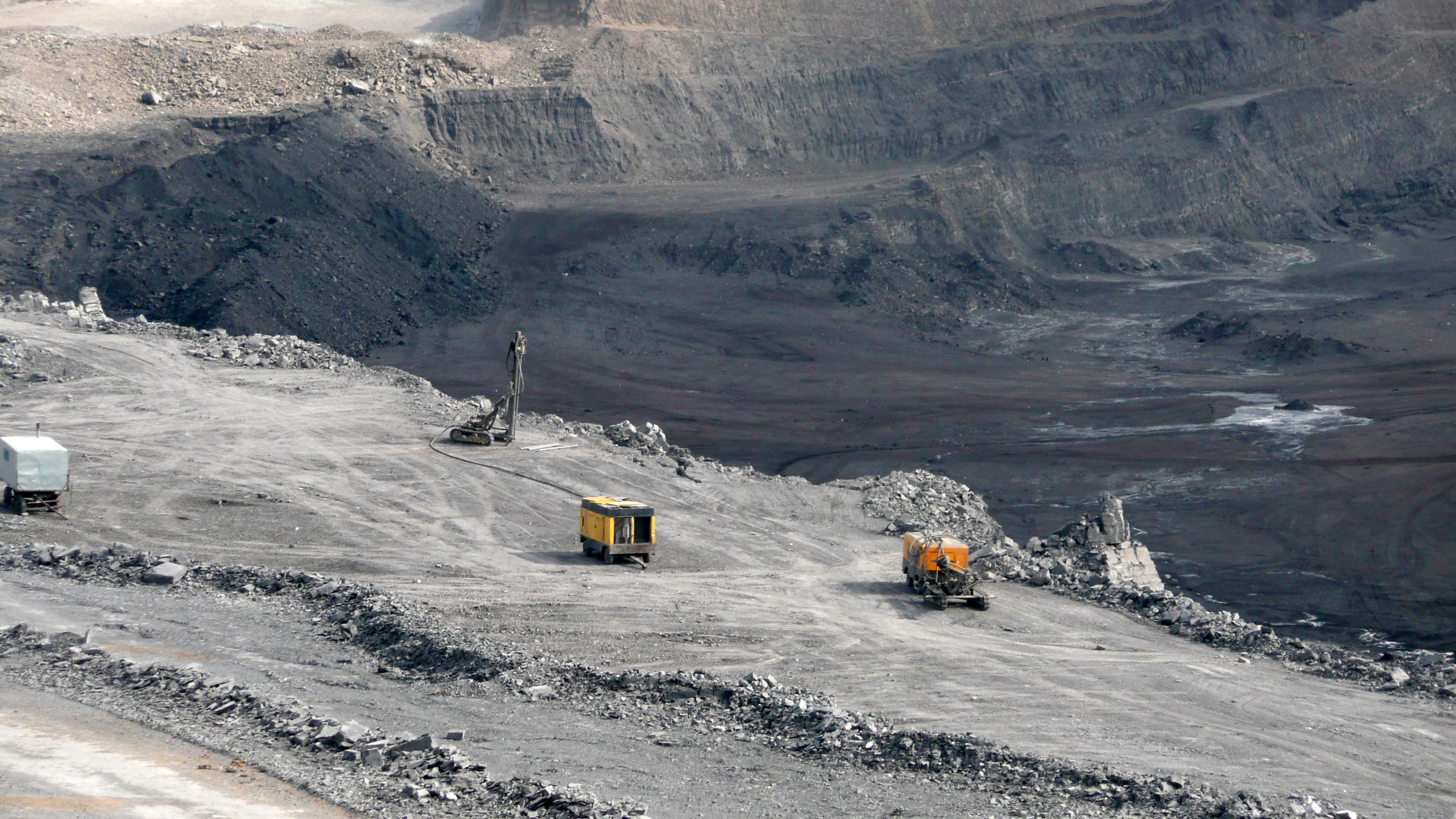
Tavan Tolgoi, jedno z největších ložisek koksovatelného uhlí na světě

Těžba se v 90. letech 20. století stala nejdůležitějším odvětvím země. Důležitou roli zastává i v současnosti - k roku 2023 šlo o druhý největší sektor mongolské ekonomiky, zodpovědný za 28,8% hrubého domácího produktu a zaměstnávající 67 200 lidí. Vývoz minerálů tvoří 89% všech exportů země, z čehož 88% z nich není nijakým způsobem zpracováváno. Většina z nich je vyvážena do Číny.

## Vývoz a dovoz
Mongolsko vyváží hlavně uhlí, vlnu, kůži, kašmír (který je po mědi druhým největším zdrojem příjmů Mongolska, které je jejím největším světovým exportérem), fluorit, měď a další kovy, dobytek a oblečení. Exportními partnery jsou především Čína, Kanada a Rusko. V roce 2008 byla celková hodnota vývozu 2,54 miliardy dolarů (127. místo na světě).
Struktura dovozu země se velmi liší od struktury vývozu. Mongolsko dováží stroje a další zařízení, auta, pohonné hmoty, chemikálie, stavební materiály, mnohé potraviny, čaj a cukr. Importními partnery jsou hlavně Rusko, Čína, Jižní Korea a Japonsko. Hodnota dovozu v roce 2008 byla 3,615 miliardy dolarů (132. místo na světě).

## Vlčí ekonomika
Termín vlčí ekonomika vytvořil mongolský podnikatel a bývalý náměstek ministra financí Mongolska, Ganhuyag Chuluun Hutagt. Ten tvrdí, že se má Mongolsko stát novým asijským tygrem, nebo spíše „ mongolským vlkem“ a predikuje mongolský nezastavitelný ekonomický růst. S tím souvisí rozvoj těžebního průmyslu a rostoucí zahraniční zájmy, které roste neuvěřitelnou rychlostí. 
Díky nově nalezeným perspektivám nerostných surovin a rozvojem kapitalistické společnosti má Mongolsko šanci udržet si titul jedné z nejrychleji rostoucích ekonomik na světě.
Za posledních 28 let prošlo Mongolsko dlouhou a komplikovanou cestu transformace z plánované ekonomiky na tržní ekonomiku. V současné době se Mongolsko vyvíjí dynamicky a důsledně a jeho trh je nejúspěšnějším ve východní Asii a západním Pacifiku,. V roce 2011 mongolská ekonomika zaznamenala rychlý růst o 17,3 %, což je jedno z nejvyšších na světě, ve srovnání s Čínou s 9,6 % a Ruskem se 4,3 %.
Podle prognózy Světové banky (2020) bude ekonomika Mongolska v letech 2020-2021 stabilně růst v průměru o 5,6 %. Kdyby nehrály roli nepříznivé dopady globální pandemie covidu-19, které negativně ovlivňují celosvětový ekonomický růst, Mongolsko by zůstalo jednou z nejrychleji se rozvíjejících zemí na světě. Plný potenciál mongolské ekonomiky inspiroval Ganhuyag Chuluun Hutagta, k vytvoření výrazu Vlčí ekonomiky, který popisuje vysoký ekonomický růst země. Tuto frázi poté popularizovala Renaissance Capital, ruská investiční banka, která označila Mongolsko jako nového mongolského vlka. Historicky a tradičně se mongolská ekonomika soustředila na zemědělství, protože země byla silně závislá na tomto hospodářském odvětví, které se skládá hlavně z chovu hospodářských zvířat a rostlinné výroby. Díky staletým zkušenostem v chovu zvířat zaměstnává zemědělský sektor více než čtvrtinu mongolské pracovní síly a vytváří přibližně 10 % HDP. Pokud jde o rostlinnou výrobu, drsné klimatické podmínky Mongolska umožňují zemědělcům pěstovat převážně pšenici, ječmen a oves v centrálních částech země.
Současně, s přihlédnutím ke zdrojům, kterými příroda obdařila Mongolsko a počtu hospodářských zvířat, vláda realizuje strategické infrastrukturní programy s cílem rozvíjet ekonomiku země. Jelikož je Mongolsko vnitrozemský stát s rozlohou 1,5 milionu čtverečních kilometrů, vláda věnuje pozornost rozvoji železnic a železničního průmyslu. Podle tohoto plánu budou železnice spojovat ložiska nerostů Oyu Tolgoi a Tavan Tolgoi a prostřednictvím Trans-mongolské železnice se napojí na Rusko a Čínu. Trasa bude pokračovat do čínských přístavů ve Žlutém moři a poskytne Mongolsku přístup do celého světa.
Druhým pilířem mongolské infrastruktury se stal rozvoj životního standartu v oblasti bydlení. Téměř polovina z celkové mongolské populace (3,2 milionu lidí) žije v hlavním městě Ulánbátaru, dále velká část obyvatel žije v jurtách. Lidé, kteří žijí v jurtách, nemají přístup k ústřednímu topení, elektřině a fungujícím odpadním vodám. Mongolský parlament vypracoval program na rozvoj měst a venkova na rok 2020. Podle tohoto programu se bude vláda snažit zmenšit propast mezi městskými a venkovskými oblastmi. Jeho cílem je tak umožnit venkovskému obyvatelstvu Mongolska zlepšit podmínky bydlení, poskytováním energie a zajištěním udržitelného přístupu k základní hygieně.
Účinné provádění strategií načrtnutých mongolskou vládou celkově umožní zemi dosáhnout pozitivního ekonomického růstu a vstoupit na světový trh, a to bez ohledu na negativní dopady pokračující pandemie. Díky rozvinutému zemědělství a těžebnímu průmyslu má Mongolsko všechny důvody stát se jedním z hlavních hráčů v euroasijském regionu. Existuje tedy velká pravděpodobnost, že se Mongolsko skutečně stane novým asijským tygrem.

## Banky
Centrální mongolskou bankou je Banka Mongolska, v jejímž čele stojí guvernér Byadran Lkhagvasuren. Jejím hlavním cílem je zajistit stabilitu mongolského tugriku.  Mongolská banka podporuje vyvážený a udržitelný rozvoj národního hospodářství udržováním stability peněz, finančních trhů a bankovního systému.
Z třinácti komerčních bank, které v současné době působí v Mongolsku, existují čtyři velké banky, které jsou většinou vlastněny mongolskými a zahraničními investory. Banky jako Golomt, Khas, Trade and Develompent Bank a Khan Bank společně drží přibližně 80 % všech bankovních aktiv. (Přibližně 8 miliard USD od ledna 2017.)  
Banky mají pobočky po celé zemi. Obecně mají konzervativní úvěrovou politiku, moderní bankovní technologie a jsou otevřeny cizincům, kteří si bankovní účty zakládají za stejných podmínek, jako mongolští občané.
Komerční banky
- Khas Bank – banka sídlící v Ulánbátaru, k červnu 2012 měla 100 celostátních kanceláří se 1309 zaměstnanci.
- Khan Bank – hlavní kanceláře sídlí Ulánbátaru, kde se nachází 5 poboček. 24 poboček má po celé zemi, z nichž každá dohlíží na dalších 15 až 25 menších poboček. Celkem jich je 512.
- Golomt Bank – vznikla v roce 1995, nyní spravuje přibližně 23 % aktiv v domácím bankovním systému
- Trade and Development Bank – TDB byla založena v roce 1990 a je nejstarší bankou v Mongolsku. Má 28 poboček a 60 bankomatů.

Investiční banky
S posílením prostředí kapitálového trhu se v Mongolsku začalo etablovat mnoho zahraničních i domácích investičních institucí. Mezi nejvýznamnější mongolské agentury patří: TDB Capital, Eurasia Capital, Monet Investment Bank, BDSec, MICC a Frontier Securities.

## Životní prostředí
Mongolsko v současné době čelí mnoha problémům v otázkách životního prostředí. Částečně čelí těmto problémům díky přírodním živlům. Z velké části je za ně však zodpovědný člověk. Rapidní urbanizace a industriální rozvoj nejen během éry komunistického režimu, ale především po jeho pádu, jsou faktory, které dodnes ovlivňují zhoršující se životní prostředí Mongolska. Spalovaní černého uhlí, vysoký počet továren těžkého průmyslu či zvyšování individuální motorizace vedlo k silnému znečištění ovzduší. Odlesňování, nadměrná velikost pastvin určených pro hospodářská zvířata, či orba v dosud nedotknutých částech panenské přírody Mongolska za účelem zvýšení výnosu obilí to všechno jsou faktory, které destabilizují ekosystém současného Mongolska

### Současná změna klimatu
Současná změna klimatu je faktor který narušuje lidský způsob života od nepaměti, jakožto přímý spouštěč živelných pohrom a přírodních katastrof. Od roku 2000 se počet takových katastrof zdvojnásobil ze 20 na průměrných 40 za rok. Mezi lety 2008 a 2010 bylo v Mongolsku zaznamenáno celkem 153 přírodních katastrof, z nichž nejčastěji se jedná o bouřky, povodně, silně nepříznivé povětrnostní podmínky či masivní odtoky vod.
Od roku 1940 roční průměrná teplota v Mongolsku stoupla o 1,8 °C. Tato změna je zodpovědná především za zvyšující se vyprahlost půdy, v jejímž důsledku významně klesá produkce biomasy. Zvyšující se teplota přispívá k rozpínání pouště Gobi, která zabírá velkou část jižního území Mongolska a která se v současnosti severním směrem rozšiřuje v průměru 6–7 km/rok.

### Deforestace
Mongolsko trpí nedostatkem zalesněných oblastí. Růst nové vegetace je zde i díky podnebným podmínkám výrazně pomalejší. Místní již tak nízké stavy lesů navíc ohrožují škůdci, požáry a nákazy. Škůdci zde do roku 2000 napadli přes 1.2 milionů hektarů zalesněné půdy. Přes 300 000 hektarů díky působení škůdců vůbec nedorostlo. Situaci nenapomáhá ani častý výskyt lesních požárů, které bývají neúmyslně založeny neohleduplnými lidmi.
Celkově se počet lesů v Mongolsku snížil mezi lety 1980 až 2000 o rovných 10 %.

### Znečištění vzduchu
Na znečištění vzduchu se v Mongolsku podílí mix faktoru, nejčastěji se však jedná o důsledky místního způsobu života, a koncentrovaného průmyslu okolo hlavního města Ulánbátar.

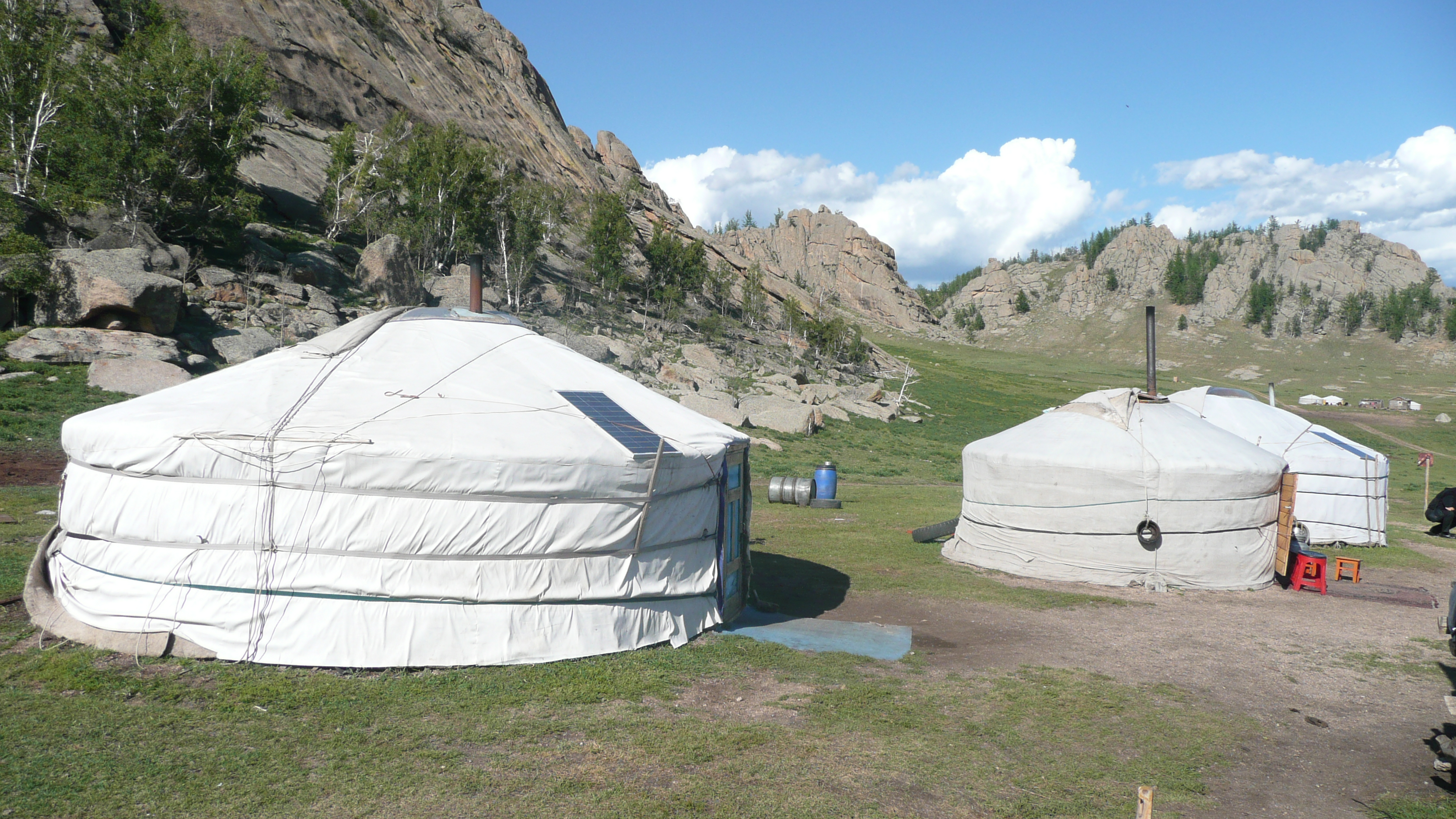
Ger – mongolské tradiční obydlí

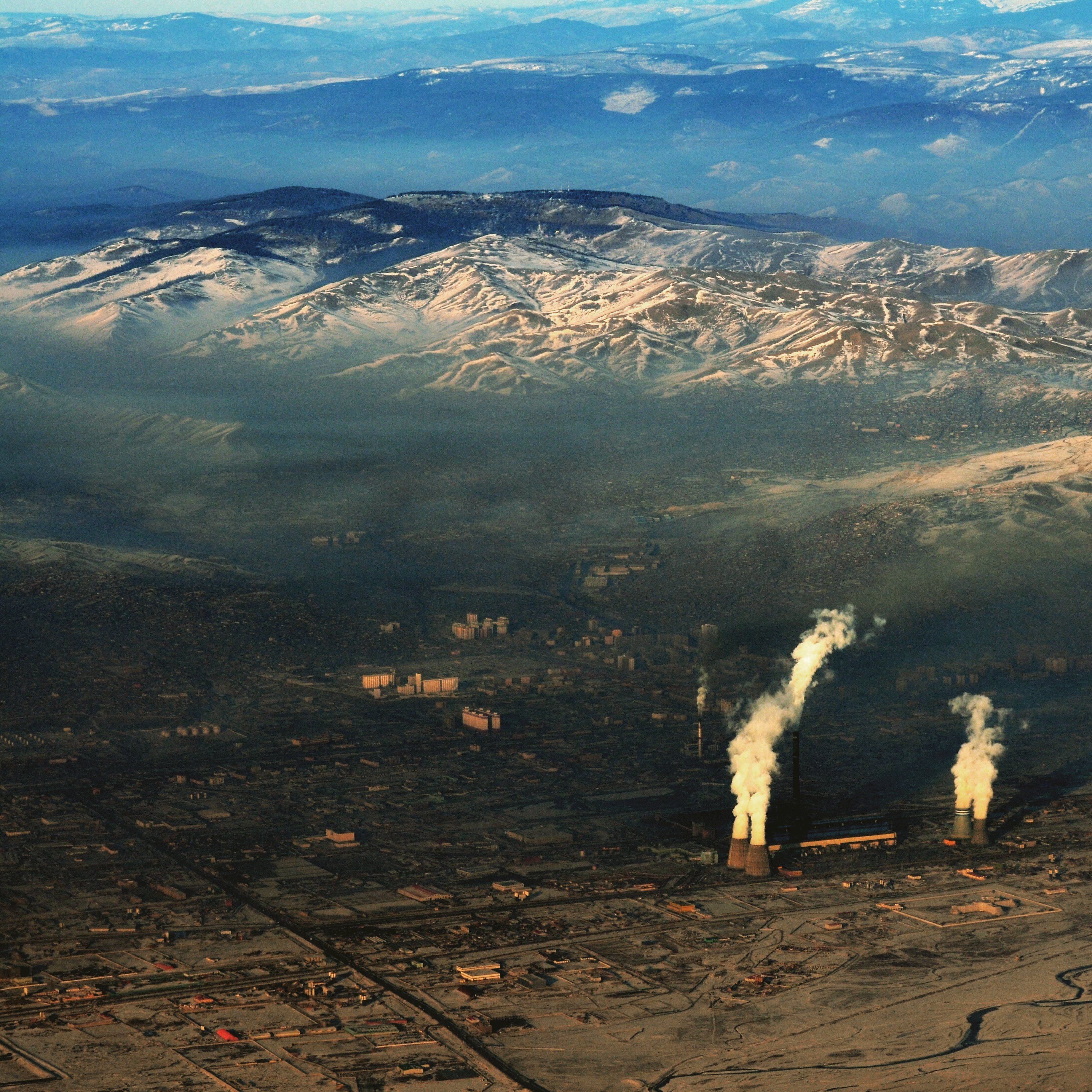
Znečištění ovzduší v Ulánbátaru

#### Vnitřní znečištění vzduchu
Častým jevem je v Mongolsku znečištění vzduchu přímo uvnitř domovů. Mnoho Mongolů bydlí v tradičních obydlích, tzv. gerech    u nás spíš známých jako jurty. Ty bývají nedostatečně odvětrávány. Uhlí, biomasa ale i plasty nebo jiné topné látky, které jsou uvnitř spalovány způsobují zvýšenou hladinu oxidu uhelnatého a pevných částic, jež kromě zdraví obyvatel gerů neprospívají ani ovzduší, do kterého jsou následně uvolněny.

#### Vnější znečištění vzduchu
Spolu s rozmachem průmyslu dochází k zemi i k postupně sílícím problémům s kvalitou ovzduší. Nejsilnější problémy se znečištěním má hlavní město Ulánbátaru – nejhustěji osídlené místo v zemi. Za silné znečištění ovzduší je zde, kromě individuální automobilové dopravy, zodpovědný místní těžký průmysl a uhelné elektrárny. Mezi lety 1995 a 2002 se v hlavním městě zdvojnásobil počet osobních automobilových vozidel. Velká část z nich navíc nesplňuje emisní limity. Zvýšení objemu osobní automobilové dopravy přímo koresponduje se zvyšujícím se objemem oxidu uhelnatého a pevných částech obsaženého v ovzduší.

### Znečištění vody
Znečištění mongolských zásob vody je úzce spojeno s místním těžebním průmyslem, především s těžbou zlata na které je Mongolsko bohaté. Po pádu Sovětského svazu Mongolská vláda snížila těžební omezení s vidinou rychlejšího ekonomického rozvoje. Nové zákonné implementace tak například usnadnily získání těžebního povolení a umožnily vstup zahraničním těžebním společnostem. Situaci navíc zhoršuje velmi nedostatečná kontrola a monitorování ze strany státu.